# 史上最強大魔王轉生為村民A
《史上最強大魔王轉生為村民A》（簡稱）是日本作家下等妙人所著的輕小說系列，2017年8月起在成為小說家吧上連載；2018年5月至2022年5月經富士見Fantasia文庫出版實體書，由水野早櫻擔綱插畫，共11卷（本篇10卷、外傳1卷）。改編漫畫於《月刊BIG GANGAN》2019年Vol.03開始連載，負責繪畫。改編電視動畫於2022年4月6日至6月22日播映。

## 故事概要
瓦爾瓦德斯是史上最強的大魔王，一敗難求，其名甚至流傳千古，成為神話中的人物。正因如此，他身旁的人漸漸視他為敬畏的對象，讓他感到孤獨。於是魔法才華洋溢的他創造了轉生魔法，留下遺書，便發動魔法，轉生至三千年後，成為能力為平均值的人族，祈盼在將來能夠平凡地生活，跟朋友過着一同歡笑快活的日子。不過，怕生、不擅交際的他到12歲都未能交到第一個朋友。到了有一天，他在山上遇見遭上古狼襲擊的精靈少女伊莉娜，出手相救，才終於認識了第一個朋友。

## 角色列表
以下為廣播劇CD／電視動畫的聲優，只列一人者均為電視動畫的聲優。
亞德·梅堤歐爾（聲：逢坂良太／深町寿成、高橋李依（少年時代）、天崎滉平（轉生前））
本作主角。前世是神話中的魔王「瓦爾瓦德斯」，實力強大，一敗難求，亦因此被人疏遠。為了過不孤獨的人生而使用轉生魔法，轉生至三千年後，成為「能力為平均值」的人族村民「亞德·梅堤歐爾」。轉生後的現世與千年前的世界有所不同，因此價值觀上存在偏差，且與過去的魔法系統有很大的差距，時常不小心就展現了對於現世而言過於強大的魔法實力。
伊莉娜·利茲·德·歐爾海德（聲：戶松遙／丸岡和佳奈）
精靈少女，亞德轉生後的第一個朋友，自幼相識並喜歡著亞德。父親是被稱為「英雄」的人物。真實身分為遺落的王族與邪神的後裔。幼時因擁有強大的力量遭到身邊人類的排擠因而沒有朋友，就算有人願意與其交好也是暫時的，隨後得知真相就會離她而去，因此非常討厭身旁的人，連自己的親生父親也一樣。
吉妮·芬·德·薩爾凡（聲：大坪由佳／羊宮妃那）
魅魔族。跟亞德和伊莉娜在魔法學園相識。曾因遭受霸凌而對自己失去信心，直到被亞德幫助後便找回自信，也同時喜歡上亞德。
席爾菲·美爾海芬（聲：佐倉綾音／大橋彩香）
外號「動蕩的勇者」的人族少女，在三千年前隸屬魔王軍旗下。因有感自身實力不足而前往地下城修行，卻因地下城的時間流動跟外界有極大差異，以致她離開地下城時已過數千年，連魔王轉生都不知道。也因為如此，她並未受到世界中魔素減少的影響。
奧莉維亞·維爾·懷恩（聲：井上麻里奈／園崎未惠）
獸人族。魔法學園的特別講師。前魔王軍四天王之一。跟瓦爾瓦德斯情同姊弟，時常稱呼瓦爾為愚蠢的弟弟。
莉迪亞·畢金斯蓋特（聲：甲斐田幸）
被稱為「勇者」的大英雄。已去世，是一位喜歡誘惑年輕少女的成年女性，在古代受敵對陣營「咒縛王」咒術操控性情大變，最後後被摯友瓦爾瓦德斯殺死。
維達·阿爾·哈薩德（聲：小倉唯）
前魔王軍四天王之一。天才少女魔法學者。
阿爾瓦特·艾格杰克斯（聲：子安武人）
前魔王軍四天王之一。四天王中戰力最高的戰鬥狂。
萊薩·貝爾菲尼克斯（聲：三宅健太）
前魔王軍四天王之一。
魔王迪薩斯特·羅格（聲：深町壽成）
此前受神指引前往，比主軸時間線的主角亞德·梅堤歐爾更早到達遙遠的過去前世「瓦爾瓦德斯」的時代，於動畫第11話揭露自身的真實身份是亞德·梅堤歐爾，來自更遙遠的未來，黑白交織的頭髮，臉上留有刀疤，同樣是前世是神話中的魔王「瓦爾瓦德斯」的轉生，但迪薩斯特所在未來已經失去了很多，對外自稱魔王迪薩斯特·羅格，是位人生失敗者，實力超越了前世「瓦爾瓦德斯」，出於自身因素不與古代的自己聯手，但與主線亞德都有心願期望拯救莉迪亞，但深知即使避免了歷史事件發生，但時間洪流也會修正結果，莉迪亞仍可能死亡，主動接觸主軸時間線的亞德，期待與他合作改變歷史。強烈的希望莉迪亞存活下來，制裁化身魔王的自身。但主線的亞德了解到莉迪亞意願後卻接受命運，與迪薩斯特·羅格決鬥，最後被主線的亞德擊敗並死亡。

## 出版書籍

### 輕小說
| 卷數 | KADOKAWA | KADOKAWA       | KADOKAWA                                                          | 台灣角川         | 台灣角川       | 台灣角川               |
| 卷數 | 副標題   | 發售日期       | ISBN                                                              | 副標題           | 發售日期       | ISBN                   |
| ---- | -------- | -------------- | ----------------------------------------------------------------- | ---------------- | -------------- | ---------------------- |
| 1    |          | 2018年5月19日  | ISBN 978-4-04-072682-3                                            | 顛覆神話的模範生 | 2019年10月28日 | ISBN 978-957-743-301-5 |
| 2    |          | 2018年7月20日  | ISBN 978-4-04-072690-8                                            | 動盪的勇者       | 2020年4月22日  | ISBN 978-957-743-695-5 |
| 3    |          | 2018年11月20日 | ISBN 978-4-04-072965-7                                            | 大英雄的悲歌     | 2020年9月21日  | ISBN 978-957-743-967-3 |
| 4    |          | 2019年4月20日  | ISBN 978-4-04-0729664                                             | 孤獨的神學家     | 2021年4月26日  | ISBN 978-986-524-355-5 |
| 5    |          | 2019年8月20日  | ISBN 978-4-04-073231-2 ISBN 978-4-04-073230-5（附廣播劇CD特裝版） | 教宗洗禮         | 2021年4月26日  | ISBN 978-986-524-356-2 |
| 6    |          | 2020年1月18日  | ISBN 978-4-04-073433-0                                            | 前村民A          | 2022年2月24日  | ISBN 978-626-321-213-8 |
| 異傳 |          | 2020年1月18日  | ISBN 978-4-04-073435-4                                            |                  |                |                        |
| 7    |          | 2020年11月20日 | ISBN 978-4-04-073434-7                                            |                  |                |                        |
| 8    |          | 2021年4月20日  | ISBN 978-4-04-074068-3                                            |                  |                |                        |
| 9    |          | 2022年3月19日  | ISBN 978-4-04-074391-2                                            |                  |                |                        |
| 10   |          | 2022年5月20日  | ISBN 978-4-04-074392-9                                            |                  |                |                        |

第10卷《大魔王降臨》跟下等妙人的新作品《只有我知道食屍鬼拯救了世界 01.共食勇者》（グールが世界を救ったことを私だけが知っている 01.共喰いの勇者）在2022年5月20日同日發售。

### 漫畫
| 卷數 | 史克威爾艾尼克斯 | 史克威爾艾尼克斯       |
| 卷數 | 發售日期         | ISBN                   |
| ---- | ---------------- | ---------------------- |
| 1    | 2019年8月9日     | ISBN 978-4-7575-6245-5 |
| 2    | 2020年2月12日    | ISBN 978-4-7575-6523-4 |
| 3    | 2020年8月25日    | ISBN 978-4-7575-6815-0 |
| 4    | 2021年2月25日    | ISBN 978-4-7575-7117-4 |
| 5    | 2021年9月25日    | ISBN 978-4-7575-7492-2 |
| 6    | 2022年3月25日    | ISBN 978-4-7575-7844-9 |
| 7    | 2022年9月24日    | ISBN 978-4-7575-8164-7 |

## 迴響
截至2019年8月，系列累積發行超過20萬本。截至2020年1月，發行超過25萬本。截至2022年5月，發行超過100萬本。截至2022年9月，發行超過111萬本。

## 電視動畫
2021年3月6日「KADOKAWA 輕小說EXPO 2020」活動期間，宣佈電視動畫計劃正在進行當中。9月18日，公開前導視覺圖以及主要製作人員名單，並開設官方網站和Twitter帳戶。12月16日，宣佈動畫將於2022年4月首播，並公開主要角色的聲優陣容、其他製作人員、主視覺圖、第1條宣傳片，以及片頭曲消息；宣傳片中初次公開動畫片段。2022年3月1日，宣佈將於3月13日在「Fantasia文庫線上祭2022」活動中播出談話節目，聲優深町壽成、丸岡和佳奈和羊宮妃那將會出席。3月4日，宣佈將於3月27日在AnimeJapan 2022的KADOKAWA攤位舉辦舞台活動，上述3名聲優也將會出席。
2022年3月13日，宣佈首播日期是4月6日，並公開第2條宣傳片，以及轉生前魔王、勇者和魔王軍四天王的聲優。第2條宣傳片中亦首次披露ChouCho主唱的片尾曲《reincarnation》。劇情在6月1日播映的第9集進入「古代篇」，在播映前在KADOKAWA動畫YouTube頻道公開分別以魔王、勇者和四天王為主角的5條宣傳片。

### 製作人員
- 原作：下等妙人
- 原作插圖：水野早櫻
- 導演：湊未來
- 副導演：伊部勇志
- 系列構成：橫手美智子
- 人物設定：野口孝行
- 副人物設定：渡邊義弘（Frontier One）
- 美術監督：吉山裕也（Cosmo Project）
- 美術設定：吉川洋史（Cosmo Project）
- 色彩設計：（緋和）
- 攝影監督：佐藤敦（Studio Shamrock）
- 3D監督：遠藤誠（Tri Slash）
- 編輯：近藤勇二（Real-T）
- 音樂：中塚武
- 音樂製作：Lantis
- 音響監督：小沼則義
- 動畫製作：SILVER LINK.、BLADE
- 製作：村民A製作委員會[6]

### 主題曲
片頭曲《Be My Friend!!!》
主唱：大橋彩香
片尾曲《reincarnation》
主唱：ChouCho

### 集數列表
| 集數 | 日文標題 | 中文標題       | 編劇       | 分鏡               | 演出                 | 作畫監督 | 總作畫監督                                          | 首播日期 （2022年） |
| ---- | -------- | -------------- | ---------- | ------------------ | -------------------- | --- | --------------------------------------------------- | ------------------- |
| 1    |          | 村民A          | 橫手美智子 | 芝久保             | 湊未來               | 古谷梨繪、鈴木FALCO、武本大樹 直木祥子、長田雄樹、船越麻友美                                                                           | 野口孝行、反町司 小澤円、STUDIO MASSKET             | 4月6日              |
| 2    |          | 破格           | 橫手美智子 | 沖田宮奈           | 曾根利幸             | 崎山知明、小澤和則、垣内郁美 中澤勇一、永田正美                                                                                        | 野口孝行、反町司 早乙女啓、STUDIO MASSKET           | 4月13日             |
| 3    |          | 魔王劇場       | 橫手美智子 | 二瓶勇一           | 福多潤               | 井中麻仁、松田萌、元豪燦 小牧容子、松井京介、服部憲知 C-station、井本美香、24FPS Studio EverGreen                                      | 野口孝行、反町司、正金寺直子 小澤円、STUDIO MASSKET | 4月20日             |
| 4    |          | 決鬥           | 橫手美智子 | 芝久保             | 大内大和、中津川孝弘 | 永田正美、持丸彰親、松田萌 小牧容子、宇都木勇、 若林晶、寿夢龍、舘崎大 高野菜央、金正男、中津川孝弘 北島勇樹、飯塚葉子、STUDIO MASSKET | 野口孝行、反町司、正金寺直子 小澤円、STUDIO MASSKET | 4月27日             |
| 5    |          | 孤獨之王的故事 | 下山健人   | 網野哲郎、伊藤浩二 | 大內大和、湊未來     | 本田敬一、浪上悠里、崎山知明 | 野口孝行、反町司、小澤円                            | 5月4日              |
| 6    |          | 動蕩的勇者     | 横手美智子 | 沖田宮奈           | 鈴木真彦             | 垣内郁美、𠮷田肇、崎山知明 小澤和則、正金寺直子、工藤利春 明光STUDIO MASSKET                                                           | 正金寺直子、、吉野萬智                              | 5月11日             |
| 7    |          | 白熱化的祭典   | 待田堂子   | 二瓶勇一           | 平田政宗             | 上野卓志、金正男、木村拓馬 鈴木FALCO、服部憲知、林夏菜 山下詩織、若林晶、STUDIO MASSKET                                                | 野口孝行、、反町司                                  | 5月18日             |
| 8    |          | 面具男的嘲笑   | 待田堂子   | 芝久保             | 大内大和             | 原口渉、大槻南雄、川口弘明 松井京介、前嶋弘史、飯塚葉子 SPRINGRIVER、24FPS、STUDIO EverGreen                                           | 野口孝行、、反町司 小澤円                           | 5月25日             |
| 9    |          | 神說           | 下山健人   | 江島泰男           | 江島泰男             | 、鎌倉宏也、 齊藤和也、池田龍也、洪範錫 吉田肇、青木真理子、川本由記子 河村涼子、永田正美                                              | 野口孝行、、反町司 小澤円                           | 6月1日              |
| 10   |          | 邁向古代戰場   | 下山健人   | 吉川浩司、竹內光   | 鈴木真彥             | 能地清、吉田肇、洪範錫 青木真理子、盬澤樞、小澤和則                                                                                    | 野口孝行、反町司、                                  | 6月8日              |
| 11   |          | 下定決心之人   | 橫手美智子 | 米田紘             | 中津川孝弘           | 川口弘明、工藤公聖、 服部憲知、若林晶、前嶋弘史 櫻井拓郎、金正男、中津川孝廣 佐藤桂、STUDIO CL                                         | 野口孝行、反町司、                                  | 6月15日             |
| 12   |          | 決意的未來     | 下山健人   | 沖田宮奈、伊藤浩二 | 伊部勇志             | 浪上悠里、CJT、BigOwl | 野口孝行、反町司                                    | 6月22日             |

### 播映平台
日本深夜動畫：下文記載的日本国内播放時間使用日本標準時間（UTC+9）表示。因為部分時間标识會採用30小时制，因此請留意这类超过24:00的时间，其實際播放時間為翌日清晨。
| 播放日期              | 播放時間（UTC+9）    | 播放電視台 | 播放地區 | 備註             |
| --------------------- | -------------------- | ---------- | -------- | ---------------- |
| 2022年4月6日－6月22日 | 星期三 21:00 - 21:30 | AT-X       | 日本全國 | 衞星廣播，有重播 |
| 2022年4月6日－6月22日 | 星期三 23:30 - 24:00 | TOKYO MX   | 東京都   |                  |
| 2022年4月6日－6月22日 | 星期三 24:00 - 24:30 | BS日視     | 日本全國 | 衞星廣播         |
| 2022年4月6日－6月22日 | 星期三 24:30 - 25:00 | KBS京都    | 京都府   |                  |
| 2022年4月6日－6月22日 | 星期三 24:30 - 25:00 | SUN電視台  | 兵庫縣   |                  |

| 播映地區   | 播映平台 | 播映日期              | 播映時間              | 備註   |
| ---------- | --- | --------------------- | --------------------- | ------ |
| 臺灣       | 巴哈姆特動畫瘋、中華電信MOD、Hami Video、LiTV 線上影視、myVideo、遠傳friDay影音 KKTV、LINE TV、Yahoo TV 一起看、中嘉bb寬頻.bbTV、CATCHPLAY、bilibili | 2022年4月6日－6月22日 | 星期三 20:05（UTC+8） | [ 50 ] |
| 香港、澳門 | 木棉花香港YouTube頻道 | 2022年4月6日－6月22日 | 星期三 20:05（UTC+8） | [ 51 ] |
| 中國大陸   | 哔哩哔哩 | 2022年8月29日－       | 星期一 21:00（UTC+8） | [ 52 ] |

## 外部連結
- 成為小說家吧連載網站（日語）
- 富士見Fantasia文庫特設網站（日語）
- 漫畫官方網站（日語）
- 電視動畫官方網站（日語）
- 電視動畫的X（前Twitter）（日語）